# Aporá
Aporá es un municipio brasileño situado en el estado de Bahía. Según el censo de 2022, tiene una población de 15 922 habitantes.
Tiene una superficie total de 479.26 km² y una densidad de 33.22 hab./km².
Fue separado del municipio de Inhambupe el 14 de agosto de 1958, como consecuencia de la resolución nº 89/1958.

## Aspectos geográficos
El territorio municipal es atravesado por los ríos Quatis, Gangu, Pamonhas y Papagayo. Se destacan la Laguna de Aporá, Tanque del Agua Blanca, Laguna da Tapera y la represa de Itamira. Posee también una pequeña área de bosque virgen, con animales pequeños. Su suelo es muy fértil, constituido de arcilla, mixta, roja y arenosa.

## Galería

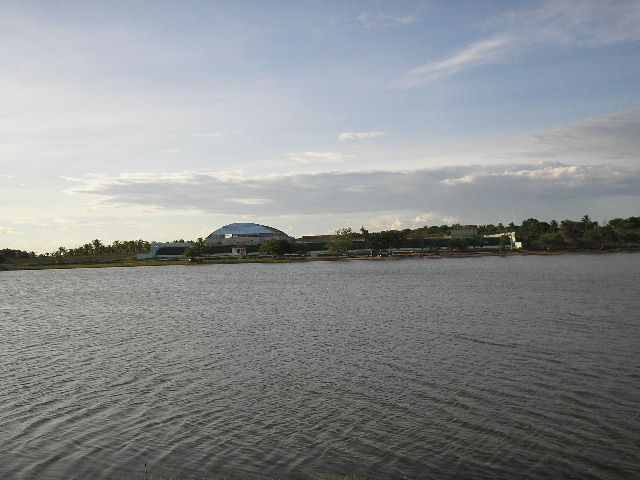
Laguna de Aporá
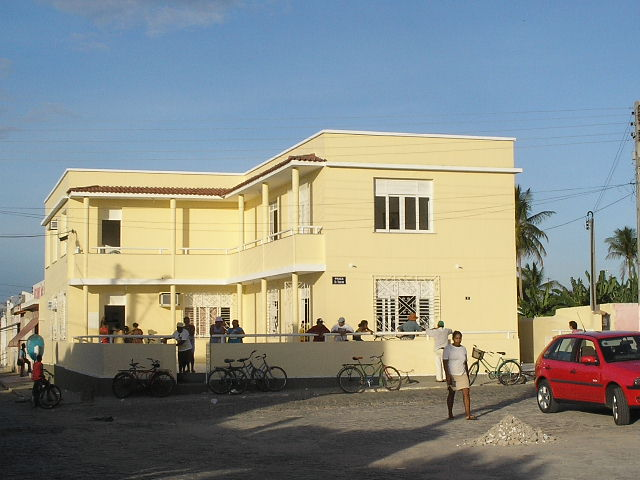
Prefectura Municipal de Aporá
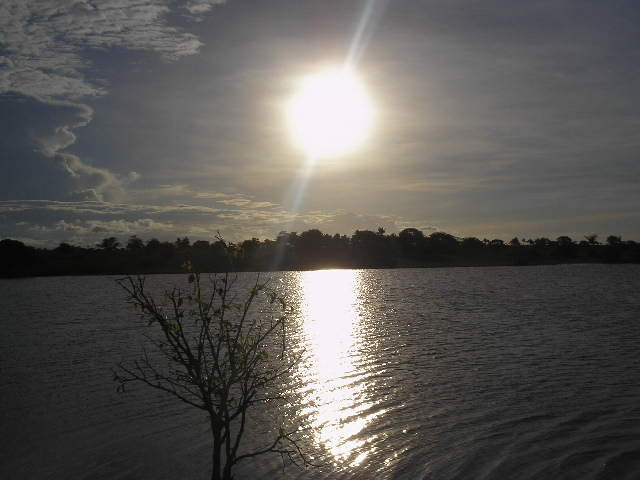
Laguna de Aporá
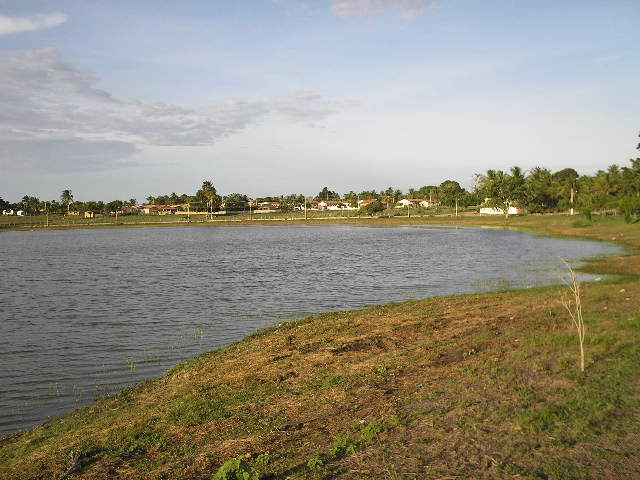
Laguna de Aporá
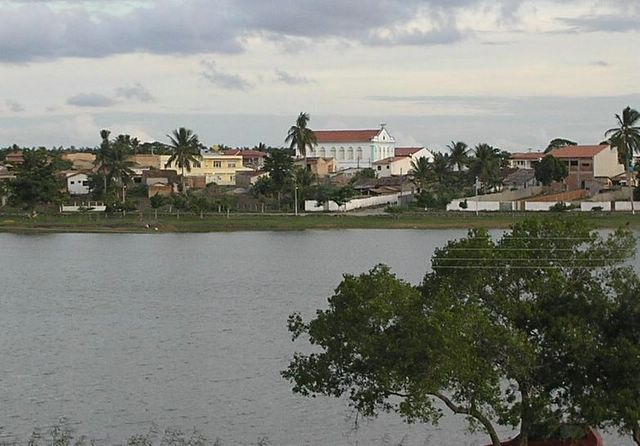
Vista de la localidad